# La Steppe (film)
Pour les articles homonymes, voir La Steppe.
Pour plus de détails, voir Fiche technique et Distribution.
La Steppe (titre italien : La steppa) est un film en coproduction franco-italienne, avec participation yougoslave, réalisé par Alberto Lattuada, sorti en 1962. 
Le film est l'adaptation d'un récit éponyme d'Anton Tchekhov, publié en 1888.

## Synopsis
Russie, fin du XIXe siècle. Iégourotchka, un petit garçon d'à peine neuf ans, quitte sa mère pour entrer au lycée dans une grande ville. À bord d'une antique calèche, il entreprend son premier voyage au long cours, en compagnie du père Khristofor et de son oncle Kouzmichov, négociant en laine. Il découvre la beauté et l'immensité de la steppe russe...
Une chronique de la nature et des impressions qu'elle peut éveiller.

## Fiche technique
- Titre italien : La steppa
- Titre français : La Steppe
- Réalisation : Alberto Lattuada
- Scénario : A. Lattuada, Tullio Pinelli, Enzo Currelli d'après le récit éponyme d'Anton Tchekhov
- Photographie : Enzo Serafin, en Technicolor
- Musique : Guido Turchi
- Direction artistique : Luigi Scaccianoce
- Décors : Aleksandr Milovic
- Costumes : Danilo Donati
- Montage : Leo Catozzo
- Tournage en Yougoslavie
- Production : Morris Ergas pour Zebra Film/Area Films
- Durée : 100 minutes
- Pays d'origine :  Italie/ France/ Yougoslavie
- Année de réalisation : 1962
- Dates de sortie :
  - Allemagne de l'Ouest : juin 1962
  - Italie : 17 janvier 1963
- Genre : Chronique/Film d'aventure
- Affiche : Jean Mascii (France)

## Distribution
- Daniele Spallone : Iégourochka
- Charles Vanel : père Khristofor
- Pavle Vujisic : oncle Kouzmichov
- Pero Kvirgic : Moïsséï, l'aubergiste
- Marina Vlady : comtesse Dranitsky
- Cristina Gaioni : la fille du fleuve
- Michèle Bailly : la gitane

## Commentaires
- L'amour de Lattuada pour la littérature russe, et particulièrement pour Gogol, se reflète, une fois encore, dans cette adaptation du récit La Steppe d'Anton Tchekhov.
- Avec cette œuvre, Tchekhov se situe, en effet, dans la lignée glorieuse des écrivains qui ont chanté les splendeurs de la nature russe et de Gogol, surtout, qu'il appelait le « tsar de la steppe » . Non point donc le Gogol des nouvelles pétersbourgeoises et du Manteau, que Lattuada transposa en Italie, mais le Gogol ukrainien des Veillées à la ferme Dikanka (1831) et de Tarass Boulba (1835). À propos de La Steppe, Tchekhov avouait d'ailleurs « s'être faufilé dans ses domaines (ceux de Gogol, bien sûr) » .
- Il souhaitait, par ailleurs, qu'on lût son récit, qu'il considérait comme son chef-d'œuvre, « comme un gourmet mange les bécasses »  sans omettre toutefois que « le Russe aime se souvenir et n'aime point vivre »  (Tchekhov).
- En conséquence de quoi, Giuseppe Marotta, dans L'Europeo du 27/01/1963, pense que Lattuada « a su, dans les dialogues et dans les images, faire vibrer les demi-tons de la récurrente, de la poignante nostalgie slave » . « Dans la marche grinçante des chariots, le long des rives des fleuves pensifs, devant les feux des bivouacs, et dans le sommeil même, l'hier blafard et ennuyeux qui semble aujourd'hui si brillant, si plein de joies, remonte de temps en temps à la surface et sourit (...) Âge des rêves éveillés, bus et mangés avec l'eau et le pain, adieu ! L'instant éternel où nous t'avons rendu aux anges est en chacun de nous comme une cicatrice indélébile. (...) La Steppe (celle de Lattuada) possède la beauté nue et rigoureuse d'un poème » , conclut-il.
- N'oublions pas, à ce sujet, que le peintre Ilia Répine usa du mot suite pour qualifier le récit de Tchekhov en conférant à cette dénomination son sens musical.